# Valsaline
Valsaline su gradska četvrt u Puli koja administrativno pripada Mjesnom odboru Veruda.
Valsaline su sa sjeverozapada ograničene Sisplacom, sa sjeveroistoka Verudom, s istoka Novom Verudom, s juga Monsivalom, a sa zapada Jadranskim morem (uvala Valsaline).
U uvali Valsaline se nalazi hostel odmah uz kupalište Valsaline (Mornar). Na Valsalinama završava poznato gradsko šetalište Lungomare. Tijekom ljeta na plaži u uvali Valsaline djeluje škola plivanja. Za vrijeme austrijske uprave u Valsalinama se nalazila vojna klaonica.